# Джар-Кыштак (Барпынский айылный аймак)
Джар-Кыштак (кирг. Жар-Кыштак) — село в Сузакском районе Джалал-Абадской области Кыргызстана. Входит в состав Барпынского айылного аймака.

## География
Село расположено в юго-восточной части области, к югу от реки Чангет, на расстоянии приблизительно 12 километров (по прямой) к востоко-юго-востоку от села Сузак, административного центра района. Абсолютная высота — 772 метра над уровнем моря.

## Население
Согласно оценочным данным Национального статистического комитета Кыргызской Республики, численность населения села на начало 2023 года составляла 1447 человек.
| год     | 2009 | 2014 | 2015 | 2020 | 2021 | 2023 |
| ------- | ---- | ---- | ---- | ---- | ---- | ---- |
| человек | 1149 | 1248 | 1283 | 1377 | 1401 | 1447 |